# Дъглас Ошероф
Дъглас Дийн Ошероф (на английски: Douglas Dean Osheroff) е американски физик, носител на Нобелова награда за физика за 1996 г.

## Биография
Роден е на 1 август 1945 г. в Абърдийн, САЩ. През 1967 г. се дипломира като бакалавър в Калифорнийския технологичен институт, където е студент на Ричард Файнман. Получава докторска степен в Корнел. Работи за Лабораториите Бел в продължение на 15 години. Преподавател е в Станфорд.
Ошероф е левичар. Има интереси в областта на фотографията. През август 1970 г. се жени за Филис Лиу.
През 1996 г. заедно с Дейвид Лий и Робърт Ричардсън получава Нобеловата награда за тяхното откритие през 1971 г. на свръхфлуидността на хелий-3, нерадиоактивен изотоп на хелия.